# With a Smile and a Song
"With a Smile and a Song" é uma canção presente no filme Snow White and the Seven Dwarfs. Ela foi escrita por Frank Churchill e por Larry Morey, e foi ao ar pela primeira vez em 1937. No filme, a canção é cantada por Adriana Caselotti, e será regravada por Ashley Tisdale.